# ОШ „Страхиња Поповић” Дворане
Основна школа „Страхиња Поповић” Дворане је основна школа у Дворану, насеље у Граду Крушевцу. Школа се налази се у Дворану, Крушевац. Координате школе су 43°30'01.5"N 21°24'37.1"E.

## Историјат школе[3]
Основна школа у Дворану отпочела је са радом 1892. године као четвороразредна. После Другог светског рата школа прераста у осморазредну школу. Године 1963. донесена је одлука да школа у Дворану носи име народног борца Страхиње Поповића. Одлуком Владе Републике Србије о броју и просторном распореду основних школа у Републици, од 21. септембра 1994. године, Основна школа “Страхиња Поповић” је остала са статусом самосталне осморазредне основне школе, у чијем саставу су и три издвојена одељења: у Здравињу, Модрици и Сеземчи. Верификација школе потврђена је и решењем Министарства просвете, науке и технолошког развоја Републике Србије од 17. октобра 2017. године.
Школска зграда матичне школе у Дворану саграђена је 1985. године.
Школа је добила име по Страхињи Поповићу, борцу Расинског партизанског одреда погинулог у Другом светском рату.

## Школа данас
Матична школа има: 8 учионица од којих се једна користи за предшколско васпитање, радионицу за ТО, информатички кабинет опремљен рачунарима повезаним на интернет. Све учинице имају интернет везу преко Академскe мрежe Републике Србије. Има салу за физичко васпитање, која је реконструисана у школској 2006/07. години и делимично уређене спортске терене, пространо и лепо уређено школско двориште, школску економију и школске станове који су тренутно неискоришћени.
Данас школа окупља ученике из седам подручних села и броји 135 ученика, распоређених у 13 одељења. У школи има 42 запослених. Настава се одвија у две смене у матичној школи, а у издвојеним одељењима у једној смени.
Издвојено одељење у Здравињу налази се на 7 километара од матичне школе, има нову школску зграду и пространо школско двориште. Школска зграда има 3 учионице од којих се једна користи за вежбе и часове физичког васпитања, санитарни чвор унутар школе, канцеларију за наставнике, кухињу са трпезаријом, котларницу са пратећим просторијама. У једном делу школске зграде налази се простор за предшколско васпитање ПУ Ната Вељковић и у њему је организован рад. Школа има уређено игралиште за кошарку као и парк са пуно растиња.
Одељење у Модрици налази се на удаљености од 3,5 километра од матичне школе, има реновирану школску зграду са две лепо опремљене учионице и канцеларијом за наставнике. Ово подручно одељење нема ни један спортски терен. Школа броји 20 ученика у два одељења.
Одељење у Сеземчи је у старој школској згради и има две учионице, простор за кухињу и пространо школско двориште. Ово издвојено одељење удаљено је 4 километара стазом кроз шуму, а 19 километра заобилазно, асфалтним путем. Школа у Сеземчи удаљена је 4 километра ако се иде стазом кроз шуму, а 10-ак километра заобилазно асфалтом. Школа у Сеземчи саграђена је 1963. године. У  школи је 7 ђака у једном одељењу.

## Активности школе
Школа учествује у различитим програмима, домаћим и међународним.
- У ОШ ,,Страхиња Поповић” Дворане постоји тим наставника задужен за бригу о безбедности ученика на интернету.[8]
- Еразмус + KA101 пројекат ,,Иновативним методама до унапређењанаставе и учења”[9]
- Еразмус + KA229 пројекат ,,Бити Европљанин: размена култура и пракси”[10]